# Musée maritime de Hong Kong
Le musée maritime de Hong Kong (香港海事博物館, Hong Kong Maritime Museum) est un établissement d'enseignement à but non lucratif financé par la communauté maritime internationale et le gouvernement de Hong Kong. D'abord installé à partir de 2005 à la maison Murray de Stanley, il déménage en 2013 à l'embarcadère 8 de Central.
Il se concentre sur le développement des bateaux, des navires, de l'exploration et du commerce maritimes et de la guerre navale. Tout en se focalisant sur la côte sud de la Chine et ses mers adjacentes, il couvre également les tendances mondiales et rend compte de la croissance maritime de Hong Kong.
Le musée comprend des expositions semi-permanentes et spéciales, des expositions interactives, des événements éducatifs, un café et une boutique de souvenirs.

## La maison Murray, le premier site du musée
Le musée ouvre ses portes au public en septembre 2005, sous la direction de son conseil d'administration, de son premier directeur de musée, Stephen Davies, et des administrateurs du trust du musée maritime de Hong Kong. Il est situé au rez-de-chaussée de la maison Murray, une reconstruction de l'un des premiers bâtiments de la période coloniale britannique au XIXe siècle. Le bâtiment avait été démantelé pierre par pierre, stocké dans un site rural pendant plus d'une décennie, puis remonté autour d'un bâtiment moderne en béton armé donnant sur la baie de Stanley (en).
Le musée est à l'époque divisé en deux galeries, la galerie ancienne et la galerie moderne, présentant plus de 500 objets, notamment des maquettes de navires anciens et modernes, des peintures, des céramiques, des marchandises commerciales et des documents d'expédition. Une maquette en poterie d'un bateau vieux de 2000 ans de la dynastie Han est l'un des points forts du musée. Un autre trésor est le rouleau de peinture à encre du début du XIXe siècle, de 18 mètres de long, intitulé « Pacifier la mer de Chine méridionale » (Pacifying the South China Sea), qui raconte comment le vice-roi de la deux Guang, Bailing, a résolu le problème des pirates sur la côte du Guangdong en 1809–1810. Un moment fort fut la bataille de Lantau lors de laquelle les forces navales impériales ont combattu le pirate le plus célèbre de Hong Kong, Cheung Po Tsai (Zhang Baozai).

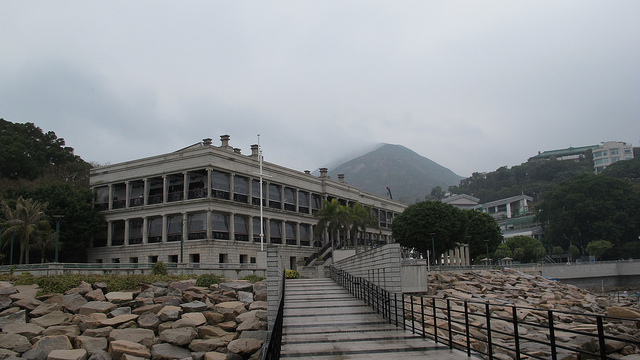
La maison Murray à Stanley.

La galerie ancienne dépeint la fortune de la navigation chinoise à l'époque antique et dynastique. Elle illustre également la façon dont les voisins maritimes de la Chine et les nations commerciales occidentales ont façonné ensemble l'histoire maritime de l'Asie et des régions au-delà. La galerie moderne explore les facteurs historiques et l'esprit d'entreprise chinois qui ont fait de Hong Kong un succès maritime. Elle couvre les développements dans la conception et la spécialisation des navires qui ont changé le visage de l'industrie maritime mondiale et auxquels le port de Hong Kong a dû s'adapter.
Entre 2005 et 2011, le musée attire en moyenne 35 000 visiteurs par an. Mais en raison de la limite du bail de ses locaux, de la petite taille de l'exposition, des espaces de bureaux et de stockage et de son emplacement relativement éloigné, le musée est contraint soit de fermer, soit de trouver un autre emplacement. Une longue période de négociation entre le musée et le gouvernement commence à partir de septembre 2007 et abouti à l'approbation de l'offre du musée de se déplacer à l'embarcadère 8 comme annoncé dans l'allocution politique d'octobre 2009. Le but de la relocalisation est de desservir plus de personnes et d'exposer la collection, qui a presque triplé au cours des cinq premières années du musée.

## L'embarcadère 8 de Central
Le musée maritime de Hong Kong rénove l'embarcadère 8 de Central en 2012. Peu de temps avant la soumission du musée pour l'utilisation des espaces vacants, le bâtiment était utilisé comme terminal de la Star Ferry en direction de Hung Hom. Le côté est de l'embarcadère avait également été utilisé pour des services de ferry non réguliers. En août 2007, les espaces inutilisés de l'embarcadère font l'objet d'un appel d'offres pour des restaurants et des kiosques. Le musée soumet une proposition de conversion de l'embarcadère pour l'utiliser comme siège. Cette proposition est soumise début octobre 2007 et acceptée par le gouvernement. Les trois années suivantes voient une intense période de consultation entre le musée et le gouvernement au cours de laquelle les propositions de conception initiales du musée par le Dr Stephen Davies, directeur du musée à l'époque, et l'architecte principal de la maison Murray du gouvernement, Richards Basmajian, sont affinées. La conception finale des locaux du musée est le résultat des principaux consultants nommés pour le projet, P & T Architects & Engineers, avec la conception et l'aménagement de la galerie par Haley Sharpe Designs (Royaume-Uni) et Kingsmen.
Les projets de rénovation représentent un partenariat avec le gouvernement de Hong Kong et de nombreux membres de la communauté maritime de Hong Kong. Le déménagement permet au musée d'étendre ses espaces de galerie à quinze avec deux galeries supplémentaires pour des expositions spéciales et pour accueillir des événements spéciaux. Le musée doit également avoir un café.
Le South China Morning Post indique que le gouvernement de Hong Kong a financé en partie le projet de rénovation d'un coût total de 115 millions HK$. Richard Wesley, deuxième directeur du musée, déclare lors de la cérémonie de bénédiction que ce projet « marque le point culminant d'une énorme quantité de travail par les membres du conseil d'administration et les administrateurs du musée pour créer un musée maritime véritablement haut de gamme sur le front de mer de Central. Nous sommes très reconnaissants aux nombreuses compagnies de navigation qui ont soutenu financièrement le musée depuis sa création en 2005, et bien sûr au gouvernement ». Depuis l'ouverture du musée en 2005, la collection est passée de quelque 700 objets à plus de 2000 et la bibliothèque est passée de 15 livres à plus de 1500.
L'espace d'exposition de l'embarcadère 8 est plus de cinq fois plus grand que le premier emplacement du musée. On prévoit que le nouveau musée recevra environ 140 000 visiteurs par an, mais les difficultés du site en dehors du quartier des affaires de Central, qui ferme le week-end, dissuadent les visites. Néanmoins, le musée prospère et le Café 8, nom du nouveau café du musée, devient le siège du café scientifique de Hong Kong.

## Galeries de l'embarcadère 8
Les espaces de la galerie sont remplis de certains des objets du patrimoine culturel les plus intéressants de Hong Kong. Les thèmes explorés dans les galeries comprennent : le patrimoine maritime de la Chine, le  système de Canton (en), la côte des pirates, le port de Hong Kong, l'évolution du monde maritime moderne de la Chine, les relations avec les puissances étrangères, les communications maritimes, la cartographie, la navigation et le pilotage, les utilisations récréatives de l'eau, le monde sous-marin, les sons marins, la navigation aujourd'hui, le développement du port, la sécurité en mer et l'art marin chinois.
Chacune des galeries est créée avec l'aide et le soutien d'individus et d'entreprises de l'industrie maritime, qui estiment que la préservation de l'histoire maritime de Hong Kong doit être une priorité.
L'un des points forts du musée est un rouleau peint qui décrit les événements historiques de la piraterie en Chine. Le rouleau est l'un des artefacts historiques les plus importants de Hong Kong et l'un des joyaux de la collection du musée. Œuvre d'un artiste inconnu, il date du début du 19e siècle et commémore la défaite des pirates qui rôdent dans les eaux du Guangdong au milieu du règne de l'empereur Jiaqing (1796–1820). Le rouleau est bien en vue dans la nouvelle galerie des « Bandits de la mer » (Sea Bandits), en plus de l'original, les visiteurs du musée ont l'occasion d'examiner une version numérisée du rouleau dans les moindres détails.
D'autres faits saillants incluent quatre peintures de la fin du XVIIIe siècle dénommées « Peintures Gentiloni ». Elles sont originaires de Macao, Whampoa (en) (Huangpu), Canton et Zhaoqing et sont arrivées à Rio de Janeiro au Brésil en 1810, lorsque le secrétaire laïque du légat papal à la cour impériale portugaise les acheta ou leur fut donné. Elles restent dans la famille impériale jusqu'en 2010, date à laquelle elles sont achetées pour les habitants de Hong Kong grâce à un don de Fairmont Shipping.
Le canon « Général » de la galerie des « Bandits de la mer » du bassin du Pacifique est capturé à Humen au début de la première guerre de l'opium en 1841. Ramené en Grande-Bretagne, initialement stocké dans la Tour de Londres et finalement devenu un ornement de jardin, il est acheté par le musée maritime de Hong Kong en 2010 grâce à un don de Kenneth K.W. Lo et ramené à ses eaux d'origine.

## Galerie

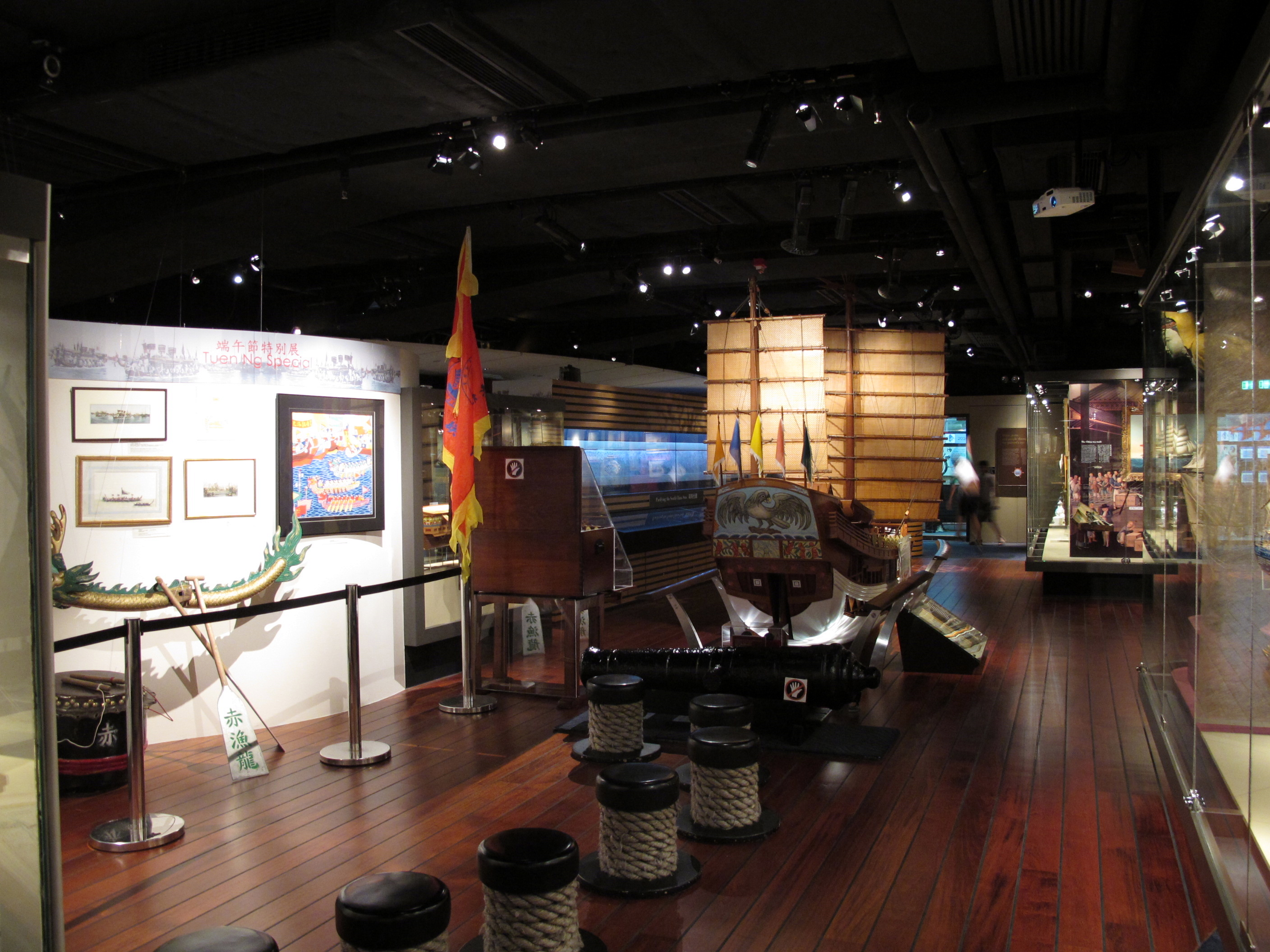
Intérieur de la maison Murray.
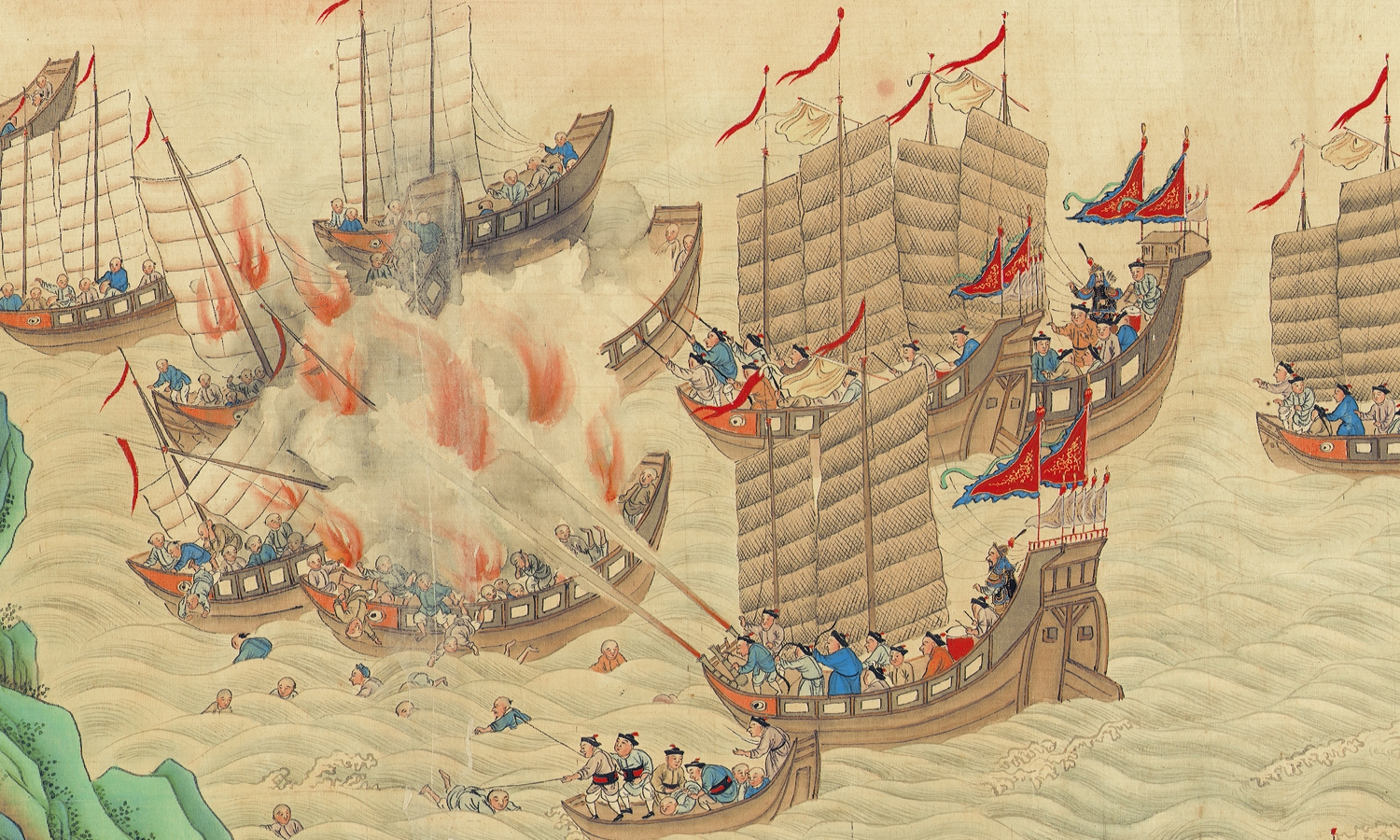
Portion du rouleau Qing qui représente la piraterie en Chine.
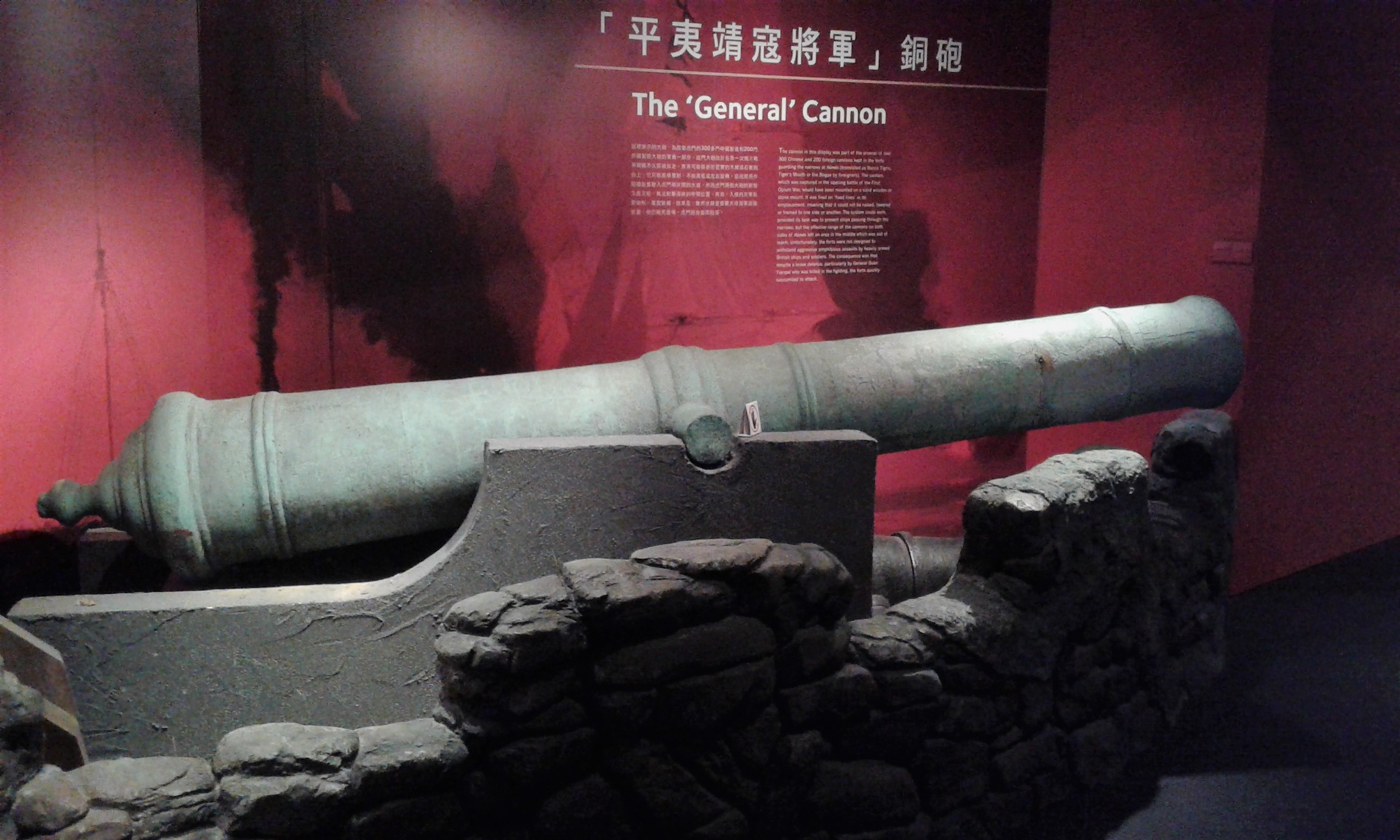
Le canon « Général ».
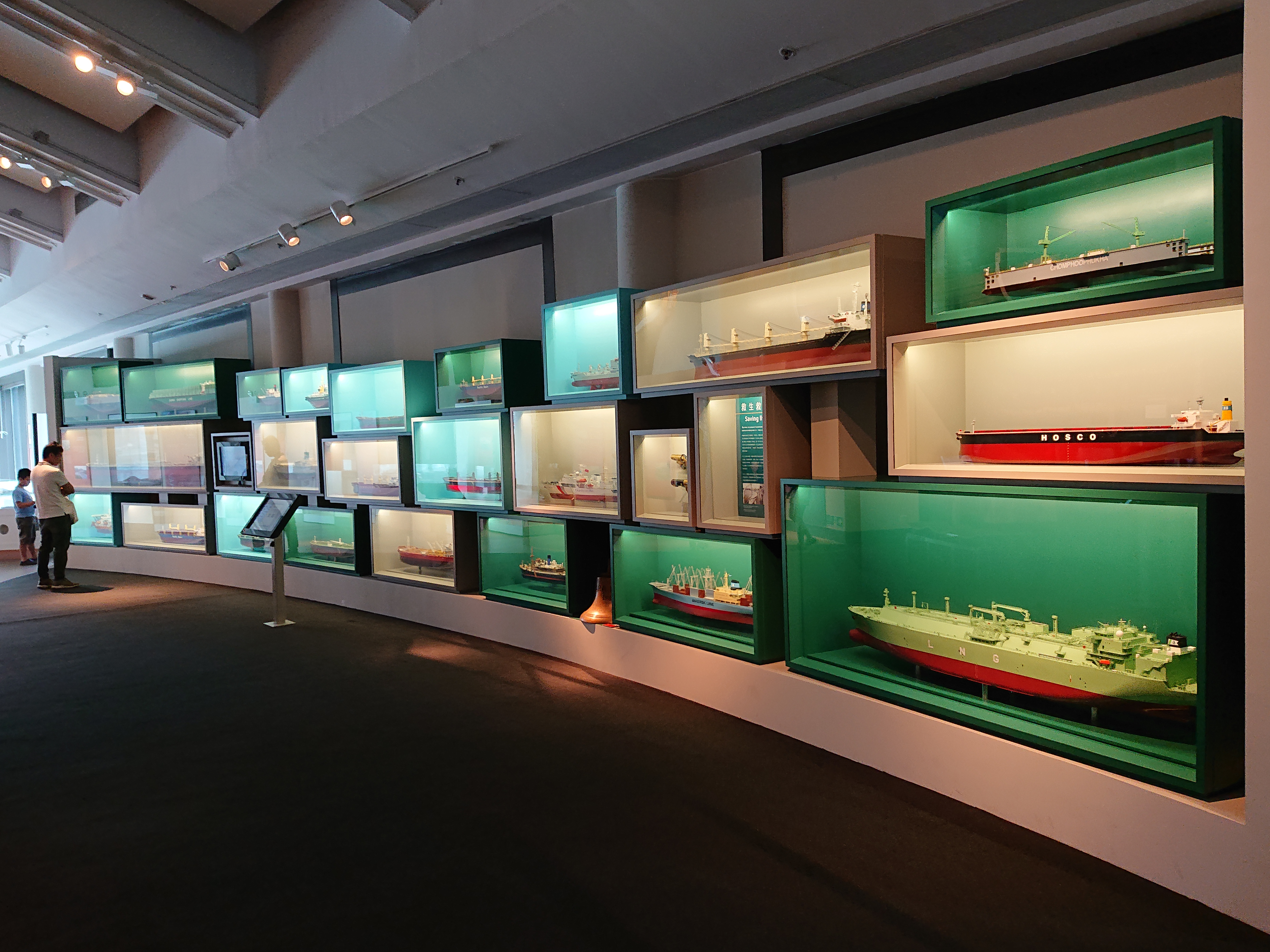
Des maquettes de navires de transports.
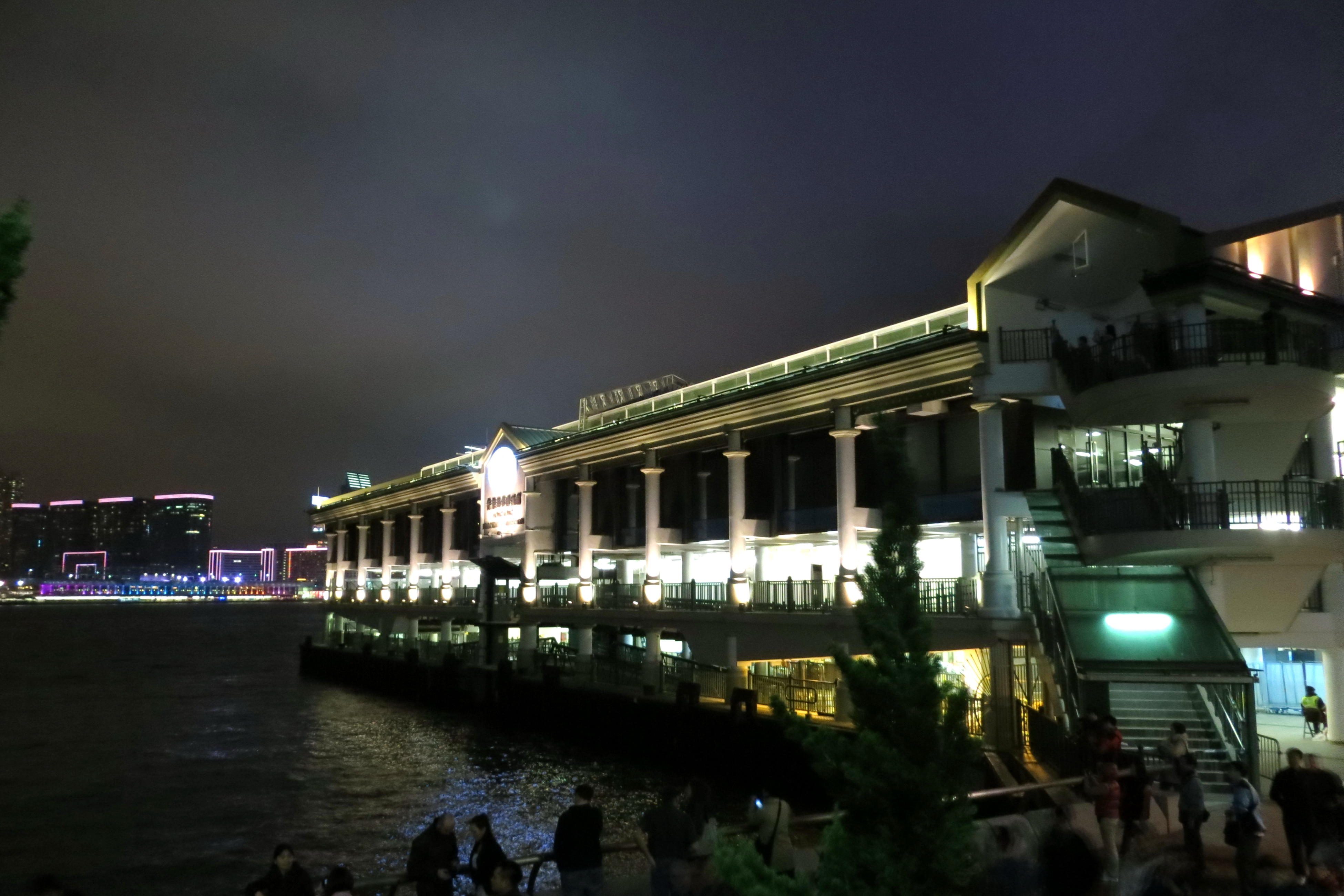
Le musée la nuit.
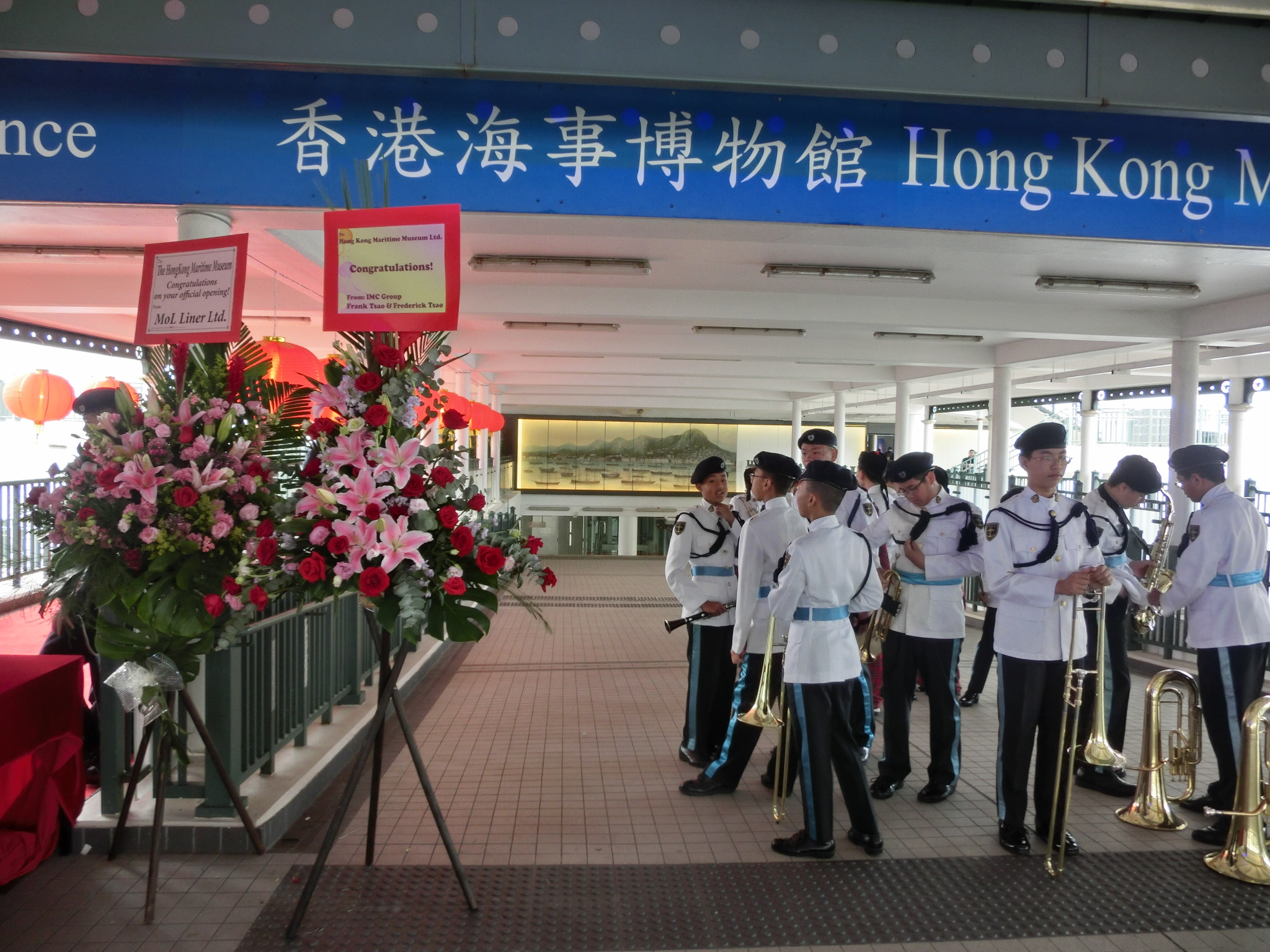
Entrée du musée avec des cadets.
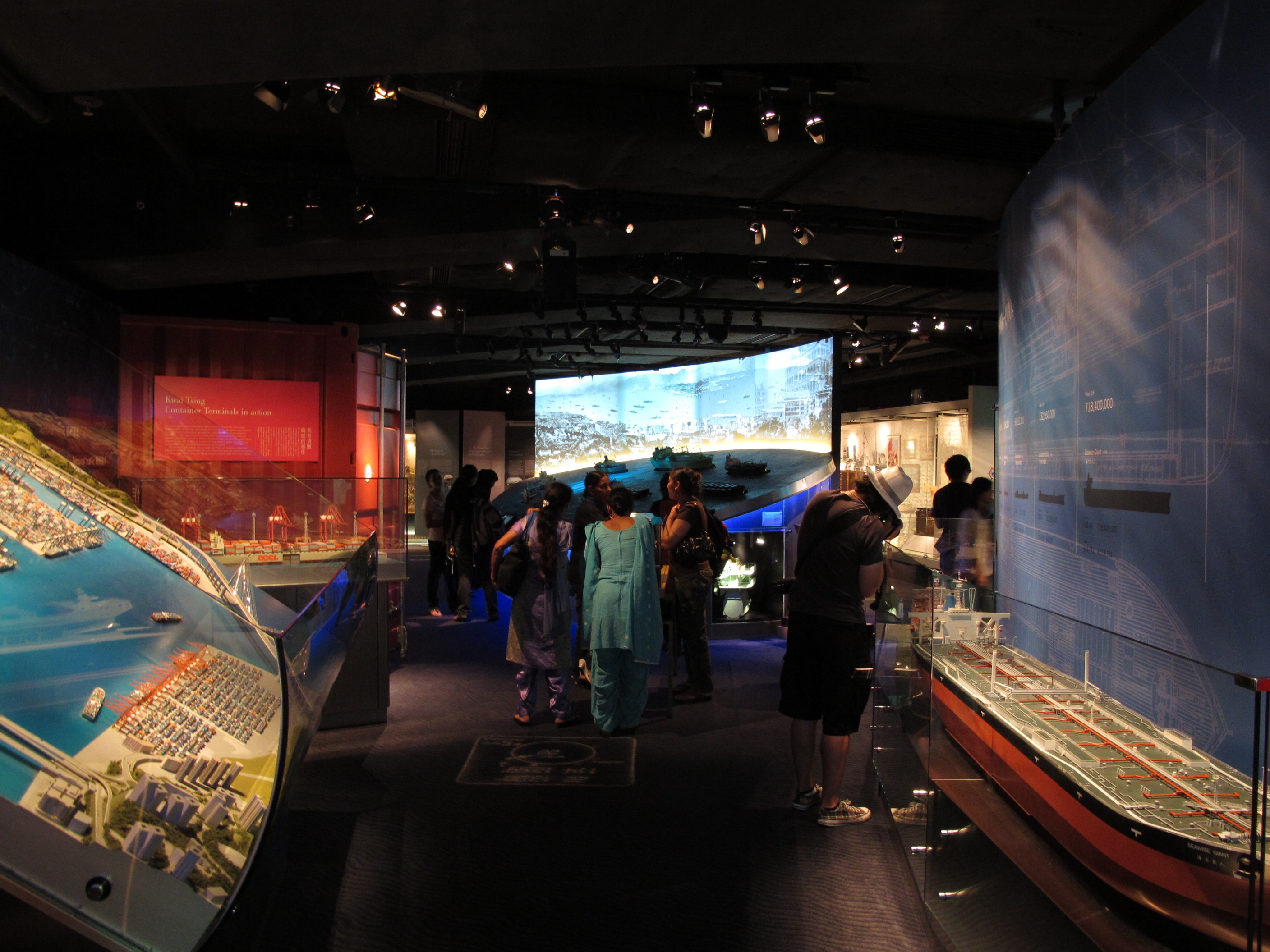
Galerie d'exposition.
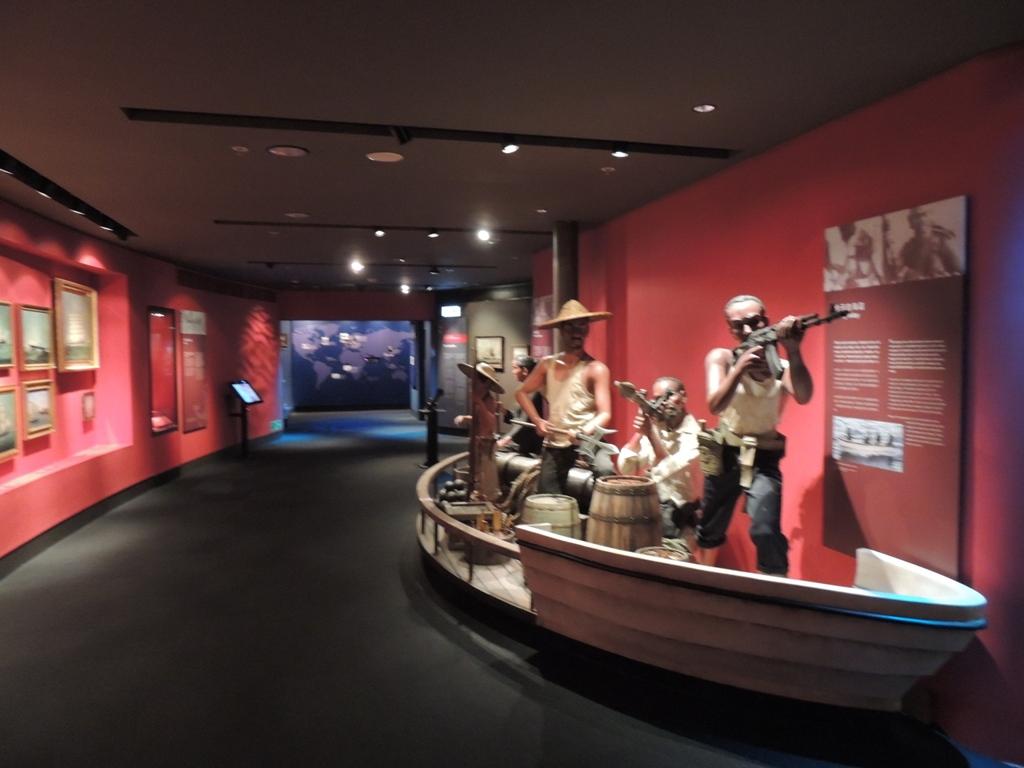
Galerie des « Bandits de la mer ».